# Interiéry
Interiéry (v anglickém originále Interiors) je americký film z roku 1978, který natočil režisér Woody Allen podle vlastního scénáře. Hráli v něm Geraldine Page, Diane Keatonová, Mary Beth Hurt, Maureen Stapleton, Richard Jordan a další. Film byl nominován na Oscara v pěti kategoriích: režie, scénář, hlavní (Page) a vedlejší (Stapleton) herečka a výprava (Daniel Robert a Mel Bourne). Rovněž byl v různých kategoriích nominován na Zlatý glóbus, cenu BAFTA a několik dalších ocenění.